# Sports Experts
Sports Experts est une enseigne de détaillants sportifs canadiens du Groupe Forzani (Canadian Tire), représentée principalement dans la province de Québec. 
En 2016, Sports Experts compte 73 magasins au Canada, dont 64 au Québec.

## Histoire

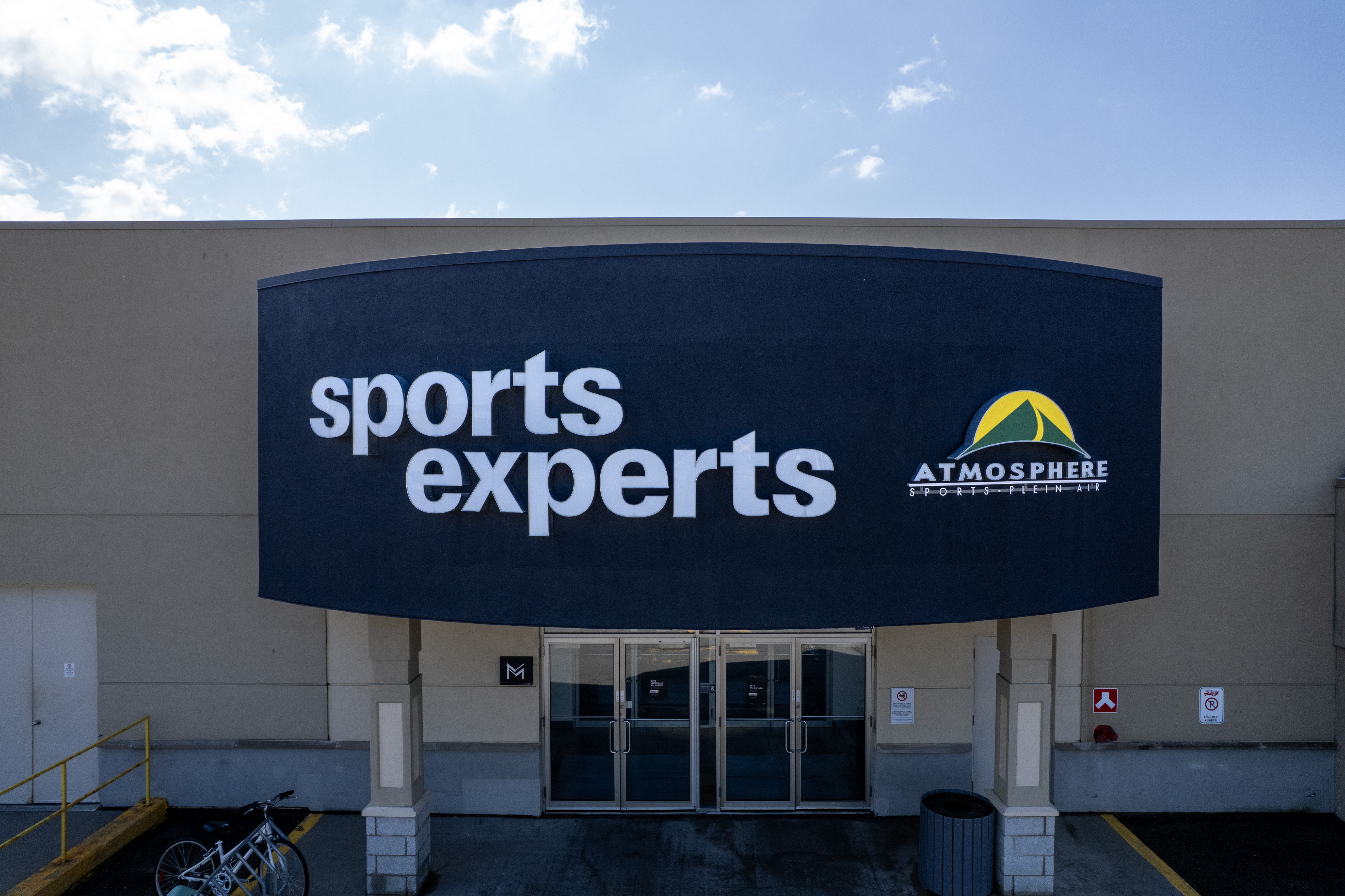
Enseigne d'un magasin Sports Experts.

Sports Experts a été fondé en 1967 par Alain Goulet de Sorel-Tracy et 5 autres partenaires dont Ernest Veilleux qui étaient de Montréal, Laval et Saint-Jérôme, dans les Laurentides. A six, ils ont contrôlé la destinée de Sports Experts durant près de 15 ans avant que l'entreprise soit achetée par Provigo le 5 octobre 1980.
En avril 1985, Sports Experts a fusionné ses 108 magasins, tous situés à l'époque au Québec ou dans les provinces maritimes, avec la chaîne Arlington-Collegiate, un autre détaillant de sports qui a établi une présence de 44 succursales dans de nombreux centres commerciaux de l'Ontario, du Québec, du Manitoba, de l'Alberta et de la Colombie-Britannique. À la suite de la fusion, les emplacements d'Arlington continuent initialement d'opérer sous leur ancien nom mais ont tous été convertis à la bannière Sports Experts en mars 1986,.
Le 24 décembre 1993 Provigo signe une entente avec le Groupe Forzani (en) pour lui céder Sports Experts (transaction effective le 29 janvier 1994) pour une valeur estimée à 25 millions de dollars. Le Groupe Forzani est lui-même racheté en mai 2011 par Canadian Tire.
La faillite d'Eaton en 1999 et l'abandon par les chaînes de supermarchés de leurs espaces dans les centres commerciaux ont donné à Sports Experts l'occasion de déménager beaucoup de ses magasins dans des espaces plus grands ainsi libérés et au Groupe Forzani de lancer Atmosphère, son autre marque qui se spécialise dans les vêtements de sports de plein air.